# قزمة العواء الثانية
بوتس II أو قزمة العواء الثانية (بالإنجليزية: Bootes II Dwarf Galaxy)‏ هي مجرة قزمة كروية (dSph) تقع في كوكبة العواء اكتشفت في عام 2007 في البيانات المستقاة من مسح سلووان الرقمي للسماء. تقع المجرة على مسافة تقدر بحوالي 42 الف فرسخ فلكي (137 الف سنة ضوئية) من الشمس وتتحرك نحو الشمس بسرعة 120 كم/ثانية.
قزمة العواء الثانية واحدة من أصغر وأخفت المجرات القمرية المعروفة لدرب التبانة ضياؤها الكلي يعادل حوالي 1,000 ضياء شمسي (قدرها الظاهري المطلق −2.7)، وهذا أقل بكثير من ضياء عنقود مغلق نموذجي. ومع ذلك، فأن كتلة المجرة كبيرة تطابق نسبة كتلة إلى ضوء أكثر من 100 .
جمهرة نجوم قزمة العواء الثانية قديمة وتشكلت قبل نحو 10-12 مليار سنة .ومعدنية هذه النجوم القديمة منخفض عند [Fe/H]=−1.8 مما يعني أنها تحتوي على عناصر ثقيلة أقل بحوالي 80 مرة من الشمس. وحاليا لا يوجد تشكل نجمي في قزمة العواء الثانية. وقد فشلت القياسات حتى الآن في الكشف عن خط الهيدروجين في المجرة- الحد الأعلى 86 كتلة شمسية فقط.